# Bruno Kitt
Bruno Kitt (9 de agosto de 1906 - 8 de octubre de 1946) fue un médico alemán y líder de las SS . Como médico de un campo de concentración, estuvo empleado en Auschwitz y Neuengamme.

## Biografía
Kitt era hijo de un maestro. Inicialmente comenzó a estudiar ciencias naturales después de graduarse de la escuela secundaria, antes de cambiar y completar su título de médico en la Universidad de Münster. Se afilió al Partido Nacionalsocialista Obrero Alemán (NSDAP) en mayo de 1933 cuando el partido subió al poder y se unió a las SS (miembro 246.756) poco después. Encontró un trabajo en la Asociación de Mineros del Ruhr en 1936, donde inicialmente trabajó como asistente y luego como médico forense.
Durante la Segunda Guerra Mundial, fue reclutado por las Waffen-SS en marzo de 1942 y completó el entrenamiento básico en el campo de concentración de Sachsenhausen. Desde junio de 1942 fue médico de campo en el campo de concentración de Auschwitz donde actuó como médico jefe de la enfermería de mujeres internas. También fue médico de campo en el campo de concentración de Monowitz (Auschwitz III), y tuvo que ser tratado al menos una vez por tifus. Hermann Langbein , superviviente de Auschwitz describió a Kitt como muy inteligente y, a veces, incluso accesible como médico de campo que no era un nazi fanático. En un momento le pidió a su superior Eduard Wirths que lo reemplazara como médico del campo para que no tuviera que participar en las selecciones. 
A mediados de septiembre de 1943, Kitt recibió la Cruz al Mérito de Guerra de Segunda Clase con Espadas y fue ascendido a SS Hauptsturmführer. Después de la evacuación de Auschwitz en enero de 1945, Kitt fue trasladado a Neuengamme al mes siguiente. Se le asignó el papel de "médico de las tropas" a las órdenes de Alfred Trzebinski hasta abril o principios de mayo de 1945. Sus deberes finales incluían ser responsable tanto del tratamiento de los miembros de las SS en el campo como de los reclusos con respecto a su capacidad para trabajar.
Cuando las fuerzas aliadas se acercaron, Kitt acompañó los transportes de ambulancias de prisioneros desde los campos satélites del campo de concentración de Neuengamme hasta el "campo de recepción" de Sandbostel. Desde allí acompañó un transporte de prisioneros vía Flensburg a Malmö y luego regresó al norte de Alemania. Kitt fue arrestado por el ejército británico después de que terminara la guerra y fue acusado en el Neuengamme-Hauptprozess  (Juicios de Neuengamme). Fue declarado culpable de participar en el asesinato y maltrato de prisioneros en el campo de concentración de Neuengamme y condenado a muerte en la horca el 3 de mayo de 1946. Kitt fue ejecutado en Hamelín .el 8 de octubre de 1946, por el verdugo Albert Pierrepoint. 